# 赤岳
赤岳（日语：／）或錫納爾卡火山（俄语：Вулкан Синарка），是位於千島群島舍子古丹島北端的活火山，属萨哈林州北库里尔斯克区，海拔高度934米，四次已知火山噴發分別在1846年、1855年、1872年和1878年發生。